# Poliodestra violascens
Poliodestra violascens är en fjärilsart som beskrevs av J. Peter Maassen 1890. Poliodestra violascens ingår i släktet Poliodestra och familjen nattflyn. Inga underarter finns listade i Catalogue of Life.